# مرسدس اسکاپولا
مرسدس اسکاپولا (اسپانیایی: Mercedes Scápola‎؛ زادهٔ ۲۵ آوریل ۱۹۷۵) بازیگر اهل آرژانتین است. وی از سال ۱۹۹۵ میلادی تاکنون مشغول فعالیت بوده‌است.
از فیلم‌ها یا مجموعه‌های تلویزیونی که وی در آن‌ها نقش داشته است، می‌توان به دانش‌آموختگان و در جستجوی پدر اشاره نمود.